# Torre (Viana do Castelo)
Torre ist ein Ort und eine ehemalige Gemeinde (Freguesia) im nordportugiesischen Kreis Viana do Castelo der Unterregion Minho-Lima. Die Gemeinde hatte 627 Einwohner (Stand 30. Juni 2011).
Am 29. September 2013 wurden die Gemeinden Torre und Vila Mou zur neuen Gemeinde União das Freguesias de Torre e Vila Mou zusammengeschlossen. Torre ist Sitz dieser neu gebildeten Gemeinde.